# Sertularia notabilis
Sertularia notabilis är en nässeldjursart som beskrevs av John Fraser 1947. Sertularia notabilis ingår i släktet Sertularia och familjen Sertulariidae. Inga underarter finns listade i Catalogue of Life.